# Biodiversidad Virtual

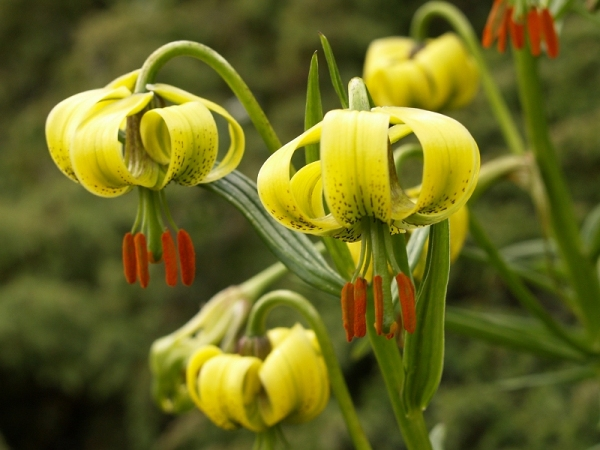
Lilium pyrenaicum identificat i emmagatzemat a BV, fotografiat a la Vall de Boí

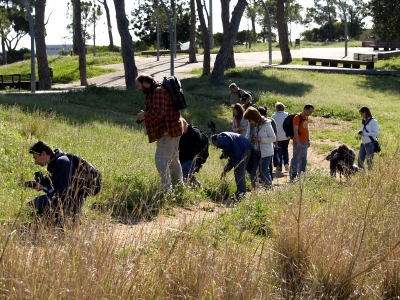
Testing realitzat a Gavà per estudiar les espècies del Corredor Garraf-Llobregat

Biodiversidad Virtual (Biodiversitat Virtual) és un web cooperatiu gestionat per l'associació espanyola Fotografía y Biodiversidad (FyB) en la qual participen milers d'usuaris. Està dedicada a la captació i emmagatzematge d'imatges referenciades geogràficament d'elements i aspectes naturals (principalment éssers vius) de grans àrees terrestres, que estan encaminades a catalogar i descriure la composició biològica i geològica de nombrosos ecosistemes. Hi participen de manera altruista un grup d'experts que identifiquen les fotografies d'espècies i processos que pugen els usuaris.
A Biodiversidad Virtual hi havia el 2016 més d'un milió d'imatges emmagatzemades, aportades per un total de 3.298 usuaris registrats, localitzades principalment a la península Ibèrica, encara que progressivament s'hi incorporen fotografies a noves bases de dades de totes les regions biogeogràfiques terrestres. L'associació Fotografía y Biodiversidad en gestiona i administra. Cada any se celebra una assemblea ordinària de socis, que es fa en un lloc diferent de la geografia espanyola.
El germen de Biodiversidad Virtual va ser el web Insectarium Virtual, creat el 1995 per un grup de col·laboradors que va créixer fins a incorporar el 2007 la segona galeria (Flora) en importància i antiguitat de Biodiversitat Virtual, i que a poc a poc va incorporar més galeries fins a convertir-se el 2008 en Biodiversitat Virtual, amb tots els bancs taxonòmics i projectes que la conformen en l'actualitat.